# Carboxydothermus
Carboxydothermus è un genere di batterio appartenente alla famiglia delle Peptococcaceae.